# Yūko Emoto
Pour les articles homonymes, voir Emoto.
Yūko Emoto (恵本 裕子, Emoto Yūko) est une judokate japonaise née le 23 décembre 1972 à Asahikawa. Elle devient championne olympique dans la catégorie Mi-moyen (-63 kg) à Atlanta en 1996.

## Palmarès

### Jeux olympiques
- Jeux olympiques 1996 à Atlanta :
  -  Médaille d'or dans la catégorie Mi-moyen (-63 kg).

### Championnats d'Asie
- 1993
  -  Médaille de bronze dans la catégorie Mi-Moyen (-61 kg).
- 1995
  -  Médaille de bronze dans la catégorie Mi-Moyen (-61 kg).